# Titularbistum Nauplia
Nauplia ist ein Titularbistum der römisch-katholischen Kirche. 
Es geht zurück auf ein früheres Bistum der Stadt Nafplio am Argolischen Golf auf dem Peloponnes in Griechenland, das der Kirchenprovinz Corinthus zugeordnet war.
| Titularbischöfe von Nauplia |                                                  |                                           |                    |                    |
| Nr.                         | Name                                             | Amt                                       | von                | bis                |
| 1                           | Fabio Mancinforte Titularerzbischof pro hac vice | emeritierter Bischof von Gubbio (Italien) | 26. September 1725 | Februar 1739       |
| 2                           | Beniamino Evsebidhes                             |                                           | 6. August 1851     | 3. November 1862   |
| 3                           | Andrei Apollon Katkoff MIC                       | Visitatordelegat der Auslandsrussen       | 14. November 1958  | 18. September 1995 |